# Mistrzostwa Świata w Kolarstwie Torowym 2013
110. Mistrzostwa Świata w Kolarstwie Torowym 2013 − zawody sportowe, które odbyły się w dniach 20−24 lutego 2013, na torze kolarskim przy Mińsk-Arenie, w stolicy Białorusi, Mińsku.

## Medaliści

### Kobiety
| Konkurencja                        | Data           | Złoto                                                         | Srebro                                                     | Brąz                                                      |
| ---------------------------------- | -------------- | ------------------------------------------------------------- | ---------------------------------------------------------- | --------------------------------------------------------- |
| sprint drużynowy                   | 20 lutego 2013 | Niemcy · Miriam Welte · Kristina Vogel                        | Chiny · Gong Jinjie · Guo Shuang                           | Wielka Brytania · Victoria Williamson · Rebecca James     |
| wyścig drużynowy na dochodzenie    | 21 lutego 2013 | Wielka Brytania · Laura Trott · Elinor Barker · Danielle King | Australia · Annette Edmondson · Melissa Hoskins · Amy Cure | Kanada · Laura Brown · Jasmin Glaesser · Gillian Carleton |
| wyścig punktowy                    | 23 lutego 2013 | Jarmila Machačová                                             | Sofía Arreola                                              | Giorgia Bronzini                                          |
| scratch                            | 22 lutego 2013 | Katarzyna Pawłowska                                           | Sofía Arreola                                              | Jewgienija Romanjuta                                      |
| sprint indywidualny                | 23 lutego 2013 | Rebecca James                                                 | Kristina Vogel                                             | Lee Wai Sze                                               |
| omnium                             | 24 lutego 2013 | Sarah Hammer                                                  | Laura Trott                                                | Annette Edmondson                                         |
| keirin                             | 24 lutego 2013 | Rebecca James                                                 | Gong Jinjie                                                | Lisandra Guerra                                           |
| wyścig indywidualny na dochodzenie | 20 lutego 2013 | Sarah Hammer                                                  | Amy Cure                                                   | Annette Edmondson                                         |
| 500 m na czas                      | 21 lutego 2013 | Lee Wai Sze                                                   | Miriam Welte                                               | Rebecca James                                             |

### Mężczyźni
| Konkurencja                        | Data           | Złoto                                                                               | Srebro                                                                            | Brąz                                                                                      |
| ---------------------------------- | -------------- | ----------------------------------------------------------------------------------- | --------------------------------------------------------------------------------- | ----------------------------------------------------------------------------------------- |
| wyścig drużynowy na dochodzenie    | 20 lutego 2013 | Australia · Glenn O’Shea · Alexander Edmondson · Michael Hepburn · Alexander Morgan | Wielka Brytania · Steven Burke · Edward Clancy · Samuel Harrison · Andrew Tennant | Dania · Lasse Norman Hansen · Casper von Folsach · Mathias Møller Nielsen · Rasmus Quaade |
| scratch                            | 21 lutego 2013 | Martyn Irvine                                                                       | Andreas Müller                                                                    | Luke Davison                                                                              |
| sprint drużynowy                   | 4 lutego 2013  | Niemcy · René Enders · Stefan Bötticher · Maximilian Levy                           | Nowa Zelandia · Ethan Mitchell · Sam Webster · Edward Dawkins                     | Francja · Julien Palma · François Pervis · Michaël D’Almeida                              |
| 1 km ze startu zatrzymanego        | 20 lutego 2013 | François Pervis                                                                     | Simon van Velthooven                                                              | Joachim Eilers                                                                            |
| omnium                             | 23 lutego 2013 | Aaron Gate                                                                          | Lasse Norman Hansen                                                               | Glenn O’Shea                                                                              |
| wyścig indywidualny na dochodzenie | 21 lutego 2013 | Michael Hepburn                                                                     | Martyn Irvine                                                                     | Stefan Küng                                                                               |
| sprint indywidualny                | 24 lutego 2013 | Stefan Bötticher                                                                    | Dienis Dmitrijew                                                                  | François Pervis                                                                           |
| wyścig punktowy                    | 22 lutego 2013 | Simon Yates                                                                         | Eloy Teruel                                                                       | Kiriłł Swiesznikow                                                                        |
| keirin                             | 22 lutego 2013 | Jason Kenny                                                                         | Maximilian Levy                                                                   | Matthijs Büchli                                                                           |
| madison                            | 24 lutego 2013 | Francja · Vivien Brisse · Morgan Kneisky                                            | Hiszpania · David Muntaner · Albert Torres                                        | Niemcy · Henning Bommel · Theo Reinhardt                                                  |

## Tabela medalowa
| Miejsce | Państwo           |   |   |   | Razem |
| ------- | ----------------- | - | - | - | ----- |
| 1.      | Wielka Brytania   | 5 | 2 | 2 | 9     |
| 2.      | Niemcy            | 3 | 3 | 2 | 8     |
| 3.      | Australia         | 2 | 2 | 4 | 8     |
| 4.      | Francja           | 2 | 0 | 2 | 4     |
| 5.      | Stany Zjednoczone | 2 | 0 | 0 | 2     |
| 6.      | Nowa Zelandia     | 1 | 2 | 0 | 3     |
| 7.      | Irlandia          | 1 | 1 | 0 | 2     |
| 8.      | Hongkong          | 1 | 0 | 1 | 2     |
| 9.      | Czechy            | 1 | 0 | 0 | 1     |
|         | Polska            | 1 | 0 | 0 | 1     |
| 11.     | Chiny             | 0 | 2 | 0 | 2     |
|         | Hiszpania         | 0 | 2 | 0 | 2     |
|         | Meksyk            | 0 | 2 | 0 | 2     |
| 14.     | Rosja             | 0 | 1 | 2 | 3     |
| 15.     | Dania             | 0 | 1 | 1 | 2     |
| 16.     | Austria           | 0 | 1 | 0 | 1     |
| 17.     | Kanada            | 0 | 0 | 1 | 1     |
|         | Kuba              | 0 | 0 | 1 | 1     |
|         | Holandia          | 0 | 0 | 1 | 1     |
|         | Szwajcaria        | 0 | 0 | 1 | 1     |
|         | Włochy            | 0 | 0 | 1 | 1     |